# Полый Исток
Полый Исток — река в России, протекает в Парабельском районе Томской области. Длина реки составляет 30 км.
Начинается в междуречье Оби и Кети у деревни Лапин Бор. Течёт, меандрируя, в общем западном направлении через деревню Караси и далее — по заболоченной обской пойме. Устье реки находится у протоки Калуш реки Обь.

## Данные водного реестра
По данным государственного водного реестра России относится к Верхнеобскому бассейновому округу, водохозяйственный участок реки — Обь от впадения реки Чулым до впадения реки Кеть, речной подбассейн реки — Чулым. Речной бассейн реки — (Верхняя) Обь до впадения Иртыша.
Код объекта в государственном водном реестре — 13010500112115200024155.